# Epiclytus ruficaudus
Epiclytus ruficaudus là một loài bọ cánh cứng trong họ Cerambycidae.